# Колдуэлл (Техас)
Колдуэлл (англ. Caldwell) — город в США, расположенный в восточной части штата Техас, административный центр округа Берлесон. По данным переписи за 
2010 год число жителей составляло 4104 человека, по оценке Бюро переписи США в 2016 году в городе проживало 4326 человек.

## История
В 1840 году при укрупнении округа Майлам легислатура Техаса решила построить новое поселение в качестве административного центра. Город был назван в честь участника Техасской революции Мэтью Колдуэлла. В 1844 году была открыта совместная мужская и женская академия. В 1846 году был создан округ Берлесон и город стал центром нового округа. В 1852 году масоны города открыли институт для мужчин, а в 1855 году академию для женщин. К 1856 году в Колдуэлле работала одна из лучших гостиниц, почтовый офис, мужская и женская академии, баптистская и методистская церкви, семь магазинов, салун, кузница и платная конюшня. В 1872 году масоны разрешили бесплатно использовать свои здания в образовательных целях.  Первая общественная школа появилась в городе в 1882 году. В 1887 году начался выпуск газеты Caldwell Register.
Во время Реконструкции в городе располагалась полиция штата, подконтрольная губернатору. В 1880 году в город пришла железная дорога Gulf, Colorado and Santa Fe Railway. Вскоре Колдуэлл стал важным транспортировочным центром региона. В 1886 году был организован добровольческий отряд по борьбе с пожарами, а в 1891 году Колдуэлл получил устав, началось формирование органов местного управления. К 1900 году в городе также работали хлопкоочистительная машина, мельница для отжима масла. В 1905 году ежедневно в город приезжало шесть пассажирских поездов. В 1912 году была построена ещё одна железная дорога, Houston and Texas Central. С 1898 по 1940 годы в городе располагалась штаб-квартира Company E, техасской национальной охраны. Многие из воинов были взяты в плен в Салерно в 1943 году во время Второй мировой войны. В 1970-х годах в регионе было обнаружено месторождение нефти.

## География
Колдуэлл находится в центральной части округа, его координаты: 30°31′53″ с. ш. 96°42′02″ з. д..
Согласно данным бюро переписи США, площадь города составляет около 10,2 км2, из которых 10,1 км2 занято сушей, а менее 0,1 км2 — водная поверхность.

### Климат
Согласно классификации климатов Кёппена, в Колдуэлле преобладает влажный субтропический климат (Cfa).
| Показатель                    | Янв. | Фев. | Март | Апр. | Май  | Июнь | Июль | Авг. | Сен. | Окт. | Нояб. | Дек. | Год  |
| ----------------------------- | ---- | ---- | ---- | ---- | ---- | ---- | ---- | ---- | ---- | ---- | ----- | ---- | ---- |
| Абсолютный максимум, °C       | 20,1 | 22   | 24,9 | 28,3 | 32,8 | 35,3 | 37,4 | 37,3 | 34,4 | 29,9 | 23,9  | 19,1 | 37,4 |
| Средний суточный максимум, °C | 14,7 | 17,3 | 21,3 | 25,2 | 28,6 | 31,9 | 34,2 | 34,3 | 31,2 | 26,2 | 19,9  | 15,6 | 25,1 |
| Средняя температура, °C       | 7,7  | 10,2 | 14,4 | 18,4 | 22,5 | 25,9 | 27,9 | 27,7 | 24,7 | 19,2 | 13,3  | 8,9  | 18,4 |
| Средний суточный минимум, °C  | 0,7  | 3,2  | 7,6  | 11,6 | 16,4 | 19,9 | 21,5 | 21,1 | 18,1 | 12,2 | 6,7   | 2,2  | 11,8 |
| Абсолютный минимум, °C        | −3,3 | −0,6 | 4,8  | 7,7  | 13,2 | 16,9 | 19,7 | 19,2 | 15,4 | 5,8  | 3,3   | −3,2 | −3,3 |
| Норма осадков, мм             | 80   | 75   | 79   | 82   | 123  | 98   | 50   | 54   | 95   | 108  | 82    | 80   | 1006 |
| Источник: weatherbase.com     |      |      |      |      |      |      |      |      |      |      |       |      |      |

## Население
Согласно переписи населения 2010 года в городе проживало 4104 человека, было 1452 домохозяйства и 1040 семей. Расовый состав города: 74,1 % — белые, 12,7 % — афроамериканцы, 0,5 % — 
коренные жители США, 0,2 % — азиаты, 0,0 % (0 человек) — жители Гавайев или Океании, 10,4 % — другие расы, 2,1 % — две и более расы. Число испаноязычных жителей любых рас составило 27,6 %.
Из 1452 домохозяйств, в 39,3 % живут дети младше 18 лет. 51,4 % домохозяйств представляли собой совместно проживающие супружеские пары (23,6 % с детьми младше 18 лет), в 15,5 % домохозяйств женщины проживали без мужей, в 4,7 % 
домохозяйств мужчины проживали без жён, 28,4 % домохозяйств не являлись семьями. В 24,7 % домохозяйств проживал только один человек, 12,6 % составляли одинокие пожилые люди (старше 65 лет). Средний размер домохозяйства составлял 2,71 человека. Средний размер семьи — 3,22 человека.
Население города по возрастному диапазону распределилось следующим образом: 31 % — жители младше 20 лет, 23,7 % находятся в возрасте от 20 до 39, 29,2 % — от 40 до 64, 16,2 % — 65 лет и старше. Средний возраст составляет 36,2 года.
Согласно данным опросов пяти лет с 2012 по 2016 годы, средний доход домохозяйства в Колдуэлле составляет 45 670 долларов США в год, средний доход семьи — 53 750 долларов. Доход на душу населения в городе составляет 24 702 доллара. Около 16,2 % семей и 18,5 % населения находятся за чертой бедности. В том числе 29,4 % в возрасте до 18 лет и 12,2 % старше 65 лет.

## Местное управление
Управление городом осуществляется мэром и городским советом, состоящим из 5 человек. Один из членов совета назначается заместителем мэра.

## Инфраструктура и транспорт
Основными автомагистралями, проходящими через Колдуэлл, являются:
- автомагистраль 21 штата Техас идёт с северо-востока от Брайана на юго-запад к Бастропу.
- автомагистраль 36 штата Техас идёт с северо-запада от Майлано на юго-восток к Бренему.

В городе располагается муниципальный аэропорт Колдуэлл. Аэропорт располагает одной взлётно-посадочной полосой длиной 991 метр. Ближайшим аэропортом, выполняющим коммерческие рейсы, является аэропорт Истервуд в Колледж-Стейшене. Аэропорт находится примерно в 40 километрах к востоку от Колдуэлла.

## Образование
Город обслуживается независимым школьным округом Колдуэлл. 

## Отдых и развлечения
В Колдуэлле работает чешский музей, доступны бейсбольные поля, теннисные корты, парки, бассейн и арена для скачек.
Ежегодно в городе проходят ярмарка округа и фестиваль колаче.